# Yttre Gurkasjön
Yttre Gurkasjön är en sjö i Lycksele kommun i Lappland och ingår i Umeälvens huvudavrinningsområde. Sjön har en area på 1,19 kvadratkilometer och ligger 294,2 meter över havet. Sjön avvattnas av vattendraget Mösupbäcken.

## Delavrinningsområde
Yttre Gurkasjön ingår i det delavrinningsområde (720474-162070) som SMHI kallar för Utloppet av Yttre Gurkasjön. Medelhöjden är 308 meter över havet och ytan är 8,54 kvadratkilometer. Räknas de 3 avrinningsområdena uppströms in blir den ackumulerade arean 33,27 kvadratkilometer. Mösupbäcken som avvattnar avrinningsområdet har biflödesordning 4, vilket innebär att vattnet flödar genom totalt 4 vattendrag innan det når havet efter 212 kilometer. Avrinningsområdet består mestadels av skog (63 procent) och sankmarker (18 procent). Avrinningsområdet har 1,18 kvadratkilometer vattenytor vilket ger det en sjöprocent på 13,8 procent.